# Svartryggig kardinal
Svartryggig kardinal (Pheucticus aureoventris) är en fågel i familjen kardinaler inom ordningen tättingar.

## Utseende
Svartryggig kardinal är en kraftig stenknäcksliknande fågel med mycket stor näbb. Hanen är svart ovan med gult på buken och vita fläckar på vingarna. De flesta fåglar är helsvarta på huvud och bröst, men de i södra Colombia och Ecuador har gult upp på strupen. Honan liknar hanen, men är färglöst brunaktig där hanen är svart och har gulaktiga fläckar ovan. 

## Utbredning och systematik
Svartryggig kardinal delas in i fem underarter i fyra grupper med följande utbredning:
- P. a. meridensis – Anderna i västra Venezuela (Mérida)
- P. a. crissalis – Anderna i sydvästra Colombia (Nariño) och Ecuador
- uropygialis/terminalis-gruppen
  - P. a. uropygialis – östra och centrala Anderna i Colombia
  - P. a. terminalis – Anderna i östra Peru (Amazonas och Cusco)
- P. a. aureoventris – södra Peru (Puno) till östra Bolivia, norra Paraguay, västra Brasilien och nordvästra Argentina

## Levnadssätt
Svartryggig kardinal förekommer i buskiga skogsområden, skogsbryn och trädgårdar från 500 till 3200 meters höjd. Den ses ofta i par som sitter exponerat.

## Status
Arten har ett stort utbredningsområde och internationella naturvårdsunionen IUCN kategoriserar arten som livskraftig. Beståndsutvecklingen är dock oklar. Den beskrivs som ovanlig.